# Julio Mosso
Julio Mosso, noto in Italia come Giulio Mosso (Luján de Cuyo, 1899 – Mendoza, 11 maggio 1988), è stato un calciatore argentino naturalizzato italiano, di ruolo centrocampista.

## Biografia
Era noto anche come Mosso IV per distinguerlo dai fratelli maggiori Francisco, Benito ed Eugenio.